# Kertarahayu (Jatiwaras)
Kertarahayu is een bestuurslaag in het regentschap Tasikmalaya van de provincie West-Java, Indonesië. Kertarahayu telt 3127 inwoners (volkstelling 2010).